# Popillia nasuta
Popillia nasuta är en skalbaggsart som beskrevs av Newman 1838. Popillia nasuta ingår i släktet Popillia och familjen Rutelidae. Inga underarter finns listade i Catalogue of Life.